# Escape the Fate
Escape the Fate é uma banda americana de rock, formada em 2004 em Pahrump, Nevada. Atualmente o grupo é formado por Robert Ortiz (baterista), Craig Mabbitt (vocalista), TJ Bell (guitarrista e vocalista), Matti Hoffman (guitarrista) e Erik Jensen (baixista). Ortiz é o único membro original da atual formação do grupo.
A banda já lançou quatro EPs e sete álbuns de estúdio. Dying Is Your Latest Fashion foi o álbum de estreia da banda e o único com o vocalista  original Ronnie Radke. This War Is Ours, lançado em 21 de Outubro de 2008, foi o primeiro álbum da banda com Craig Mabbitt como novo vocalista. O terceiro álbum de estúdio auto-intitulado Escape the Fate foi lançado em 2 de Novembro de 2010, o primeiro nas gravadoras, DGC/Interscope. O quarto álbum, Ungrateful, foi lançado em 14 de Maio de 2013 pela Eleven Seven Music, foi o último álbum a apresentar os irmãos Monte e Michael Money nas guitarras. O quinto álbum da banda intitulado Hate Me, foi lançado em 30 de outubro de 2015. A banda já vendeu mais de um milhão de discos em todo o mundo.

## História

### Formação eDying Is Your Latest Fashion(2004–2007)

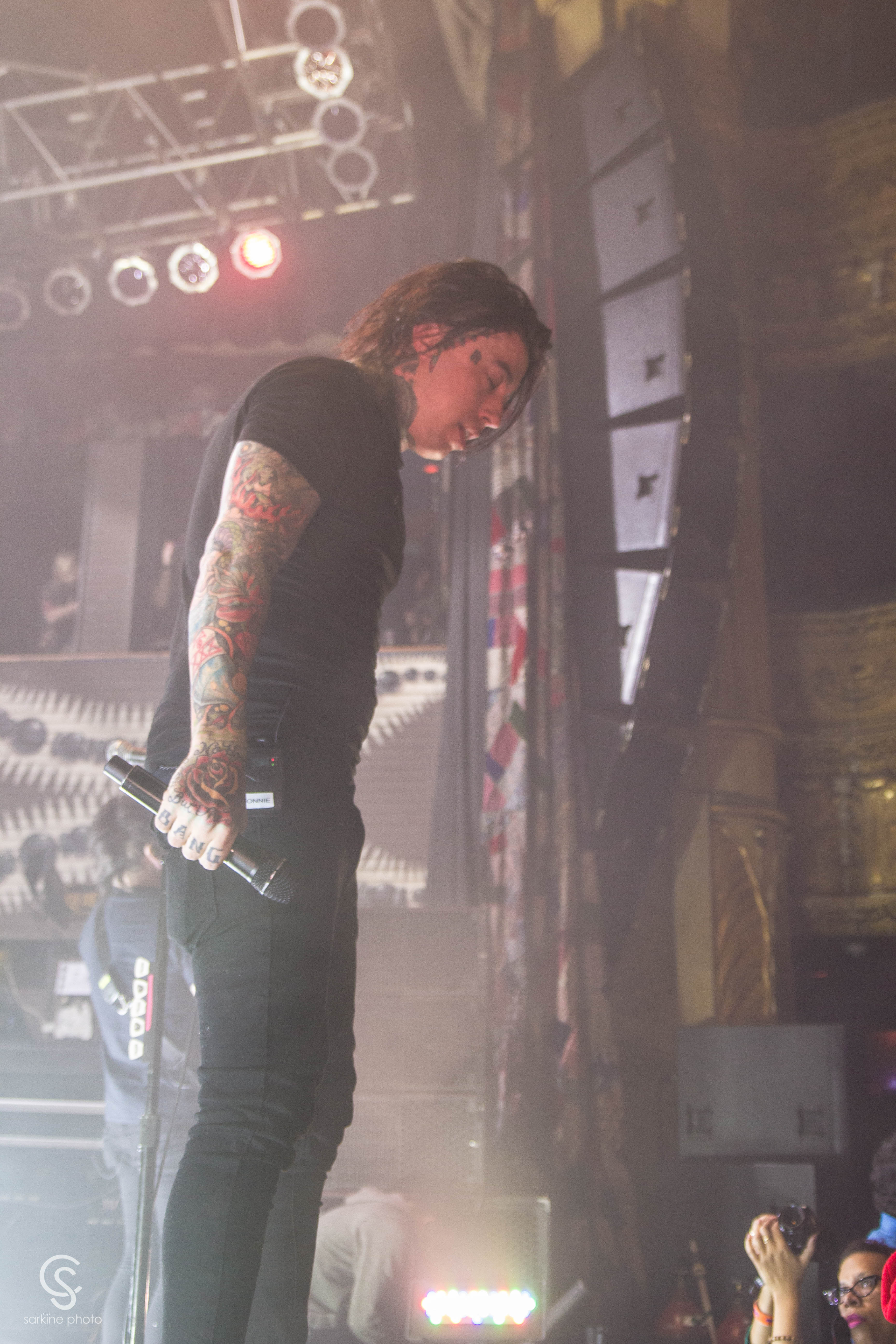
Ronnie Radke foi um dos fundadores do Escape the Fate.

Antes de formar o Escape the Fate, o vocalista Ronnie Radke, o baixista Max Green, o baterista Robert Ortiz, e os guitarristas Bryan Monte Money e Omar Espinosa estavam em múltiplas bandas todos juntos. Mais tarde, no ano de 2004 Bryan Money criou o Escape the Fate ao lado de Max Green e Ronnie Radke, em seguida convidando Omar Espinosa e Robert Ortiz e mais tarde Carson Allen.
Em Setembro de 2005, Escape the Fate tinha ganho um concurso de rádio local julgados por My Chemical Romance. O show atribuía-lhes a oportunidade de abrir um show na turnê das bandas Alkaline Trio e Reggie and the Full Effect, que posteriormente levou o Escape the Fate a assinar com a gravadora Epitaph Records (também foi pelo álbum demo). Depois de assinar com a gravadora, a banda lançou seu EP de estreia intitulado There's No Sympathy for the Dead, em Maio de 2006 que incluiu duas músicas que foram mais tarde  re-gravadas no álbum Dying Is Your Latest Fashion. O EP foi produzido por Michael Baskette e ajudou a ganhar a atenção de gravadoras e fãs. Após o lançamento do EP, o tecladista Carson Allen deixou a banda para juntar-se na banda On the Last Day (ele também saiu para começar uma outra banda chamada Me vs Myself).
Mais tarde, em Setembro de 2006, a banda lançou seu primeiro álbum completo, Dying Is Your Latest Fashion, que mapeou moderadamente na Billboard Heatseeker e no Top de gráficos independentes. Em 20 de Novembro de 2007, lançaram o EP Situations, foi o último lançamento da banda com a participação de Ronnie Radke.

### Saída de Radke e Espinosa (2007–2008)
Em 2007, durante a turnê Black on Black, o guitarrista Omar Espinosa deixou a banda devido a problemas pessoais e começou uma banda chamada Perfect Like Me (depois de deixar a The Black and White City). Mais tarde, em 2008, Ronnie Radke foi expulso da banda depois de ser condenado à prisão em junho do mesmo ano por vários desentendimentos com a lei envolvendo uma luta que levou à morte de um jovem chamado Michael Cook. Como afirmado por Max Green, "Primeiro, não poderia excursionar fora do país, e muito menos, para fora do estado". Ronnie foi libertado da prisão em Dezembro de 2010 e formou uma nova banda, o Falling in Reverse.

### Entrada de Mabbitt eThis War Is Ours(2008–2010)

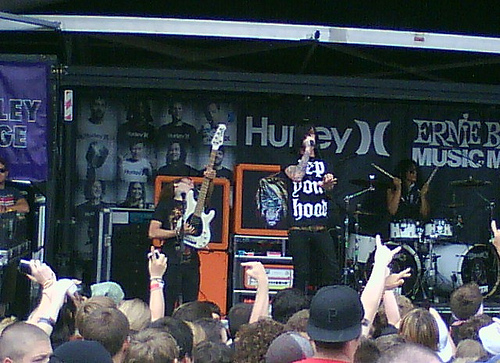
Escape the Fate com Craig Mabbitt ao vivo em 2009.

Após a saída de Radke, Craig Mabbitt, o ex-vocalista do Blessthefall se juntou a banda, primeiro como uma substituição temporária, e depois como membro oficial. Mabbitt imediatamente escreveu um segundo álbum para a banda, This War Is Ours, que foi lançado em 21 de Outubro de 2008. Ele incluía os singles "The Flood", "Something", "10 Miles Wide", e "This War Is Ours (The Guillotine II)". "The Flood" foi lançado como conteúdo para download com a Warped Tour 01 Pacote para os jogos Rock Band. Foi o primeiro álbum da banda com Craig Mabbitt como vocalista. Antes da turnê do This War Is Ours, a banda ainda não tinha completado uma turnê completa.
A banda mais tarde começou a turnê com Attack Attack!, Burn Halo, William Control e Black Tide. A banda juntou-se então com as bandas Hollywood Undead e Atreyu em sua turnê de 2008 e excursionou pela Europa no mês de Dezembro.
Em 2010, a Epitaph Records anunciou o relançamento de This War Is Ours  em uma versão de luxo em edição CD/DVD. O CD incluiu duas novas músicas chamadas "Bad Blood" e "Behind the Mask", uma versão acústica de "Harder Than You Know" e um remix inédito de "This War Is Ours (The Guillotine II)", chamado "This War Is Mine", remixada pelo Shawn Crahan. Ele também veio com um DVD que mostra os vídeos da músicas "This War Is Ours (The Guillotine II)", "Something", "The Flood", e "10 Miles Wide", e um documentário de uma turnê mundial. É lançado em 27 de Abril de 2010.
Escape the Fate passou o resto de 2010 excursionando na Austrália no Festival Soundwave e em seguida, no Festival Extreme Thing nos Estados Unidos.

### Terceiro álbum de estúdio (2010–2011)
Escape the Fate começou a escrever um terceiro disco no início de 2010, que acabou se tornando o auto-intitulado Escape the Fate, que foi lançado em Novembro de 2010. Para a gravação do álbum, a banda deixou a Epitaph e assinou contrato com a gravadora Interscope e o álbum foi produzido por Don Gilmore (Linkin Park, Hollywood Undead, Bullet for My Valentine). O álbum gerou quatro singles: "Massacre", "Issues", "City of Sin", e "Gorgeous Nightmare".
Em uma entrevista durante a Warped Tour 2009, Max Green afirmou que o álbum teria uma música co-escrita por Mick Mars do Mötley Crüe, que se aproximou  do Escape the Fate para colaborar em algumas músicas, mas mais tarde foi revelado que eles decidiram não colocar a música no álbum e salvá-la para um futuro lançamento.
A partir 24 de Julho de 2010, eles partiram em uma turnê pela América do Sul e Central, os países que eles percorreram são Brasil, Argentina, Colômbia, Chile e Venezuela. Escape the Fate foi colocado para participar de uma turnê pela Europa antes do lançamento do álbum, com Bullet for My Valentine, Drive A e Black Tide, mas depois perdeu seu lugar devido Max Green ir para a reabilitação.

Em Maio, Escape the Fate saltou na segunda metade da turnê "Raid The Nation" com o Papa Roach, e com a ausência de Max Green no baixo. Com nenhuma declaração pela banda em sua substituição. Mais tarde, Thomas "TJ" Bell que na época era o guitarrista da banda Motionless in White se ofereceu para substituir Green no baixo. Em entrevistas posteriores com a banda após a saída de Green, ficou claro que sua ausência da turnê foi devido a seu vício com drogas. Bell substituiu Green em muitas turnês e Shows antes de assumir o posto de baixista oficialmente em 2012. 

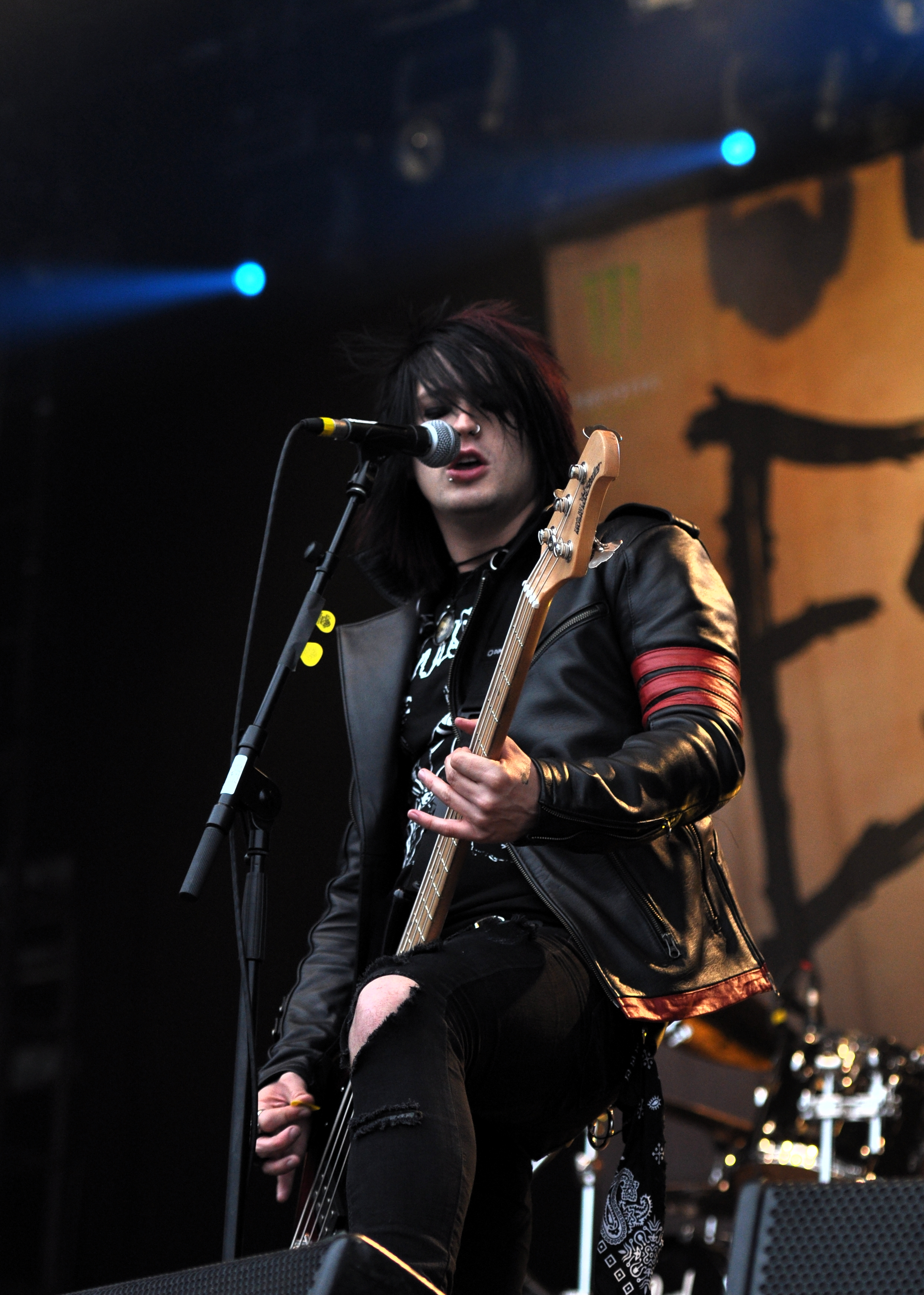
Thomas Bell inicialmente entrou como membro de turnê, substituindo Max Green no baixo.

Em 11 de Janeiro de 2011, a banda tocou ao vivo no "Tues Show" (Fuel.tv) as músicas "Issues" e "Gorgeous Nightmare" com a colaboração especial de Kevin Thrasher (do Lovehatehero). Em 19 de Agosto de 2011, a banda anunciou através do Facebook que o Monte Money iria fazer uma pausa de turnê. Kevin Thrasher, que já trabalhou com a banda anteriormente, substituiu Monte temporariamente. Também foi anunciado que Max Green voltou para a banda depois de fazer uma pausa durante a primeira metade de 2011 para se recuperar de seu vício com as drogas através de reabilitação. Max comentou "Estou me sentindo ótimo e estou contente por estar de volta com a minha banda. Escape The Fate é a minha vida. Isto é onde eu pertenço." Depois eles tocaram alguns shows no Festival Uproar 2011, Max, novamente, deixou a banda e Zakk Sandler, do Black Tide, entrou no lugar dele temporariamente. Tj Bell mais uma vez entrou no lugar do baixista Max Green, no início de 2012, para a turnê da banda pelo Reino Unido com Funeral for a Friend, que já havia entrado no lugar de Green na turnê com o Papa Roach.

### Ungratefule mudanças na formação (2012–2013)
No final de Dezembro, a banda entrou novamente em estúdio para trabalhar na produção de seu quarto álbum. O álbum foi produzido por John Feldmann e lançado em 2013.
A banda estava planejando a gravação do quarto álbum desde Fevereiro de 2012. Mabbitt comentou que pretende gravar com John Feldmann, novamente, o mesmo que trabalhou com ele no segundo álbum, This War Is Ours, o estilo do novo álbum será semelhante a This War Is Ours, mas também terá elementos do Escape the Fate. Também foi anunciado que eles iriam participar de uma turnê, This World is Ours na América do Sul com a banda de metalcore Attack Attack! e com o apoio da bandas The Word Alive e Mest. Foi anunciado em 7 de Fevereiro que a banda está a trabalhar com o vocalista do Fall Out Boy Patrick Stump. Mais tarde foi revelado que eles fizeram uma música chamada "Paint" juntos, e que estará no próximo álbum da banda.
Em 4 de Março de 2012, Max Green afirmou em sua conta no Twitter que ele não está mais tocando no Escape the Fate. Ele não deu quaisquer razões específicas para a sua partida, mas resumiu que foi principalmente devido a diferenças pessoais e musicais. Mais tarde, ele anunciou que, embora ele não faz mais parte de Escape the Fate, ele ainda continua fazendo música. Mabbitt sugeriu em uma entrevista para a Alternative Press que a saída de Max Green era devido às drogas. Apesar da saída repentina, Green e Escape the Fate permanecem em boas condições, até o ponto onde o Green ainda participou de um show recente da banda em Los Angeles. Green entrou para a banda The Killers Natural Born e lançou sua primeira música "Last Day".
A banda anunciou que sua turnê Sul-americana com o Attack Attack! será adiada até junho por causa do baterista do Attack Attack! Andrew Wetzel, ser diagnosticado com pneumonia.
Na entrevista citada com a Alternative Press, a banda anunciou oficialmente que os membros de turnê Thomas Bell e o irmão de Monte Money, Michael Money, iriam se juntar a banda como membros oficiais, sendo assim, Bell continuaria no baixo e os irmãos Money nas guitarras. Mabbitt comentou que Michael Money já teria sido um membro oficial na guitarra, mas alguns membros da banda (que agora seriam ex-membros) se recusaram a deixá-lo entrar: 
Quando a banda se tornou um grupo de quatro que ainda queria ritmo e que ele nunca foi oficialmente dado um lugar na banda [porque] alguns outros membros que não estão mais na banda não queriam que ele entrasse...
 continua ele: 
Chegou a um ponto onde nós estávamos em uma excursão e ele estava por trás do palco, então nós começamos a Warped Tour e ele se recusou a participar e eu tenho certeza que ele tinha algum efeito sobre o Monte, bem como, [seu irmão] estar em uma banda, mas não sendo um membro oficial dela, de modo a vê-los felizes e ver a camaradagem, é bom. Vamos ser mais fortes a avançar.
 disse Mabbitt. Junto com isso, a banda também revelou uma possível data de lançamento do álbum, em Setembro de 2012, para o seu quarto álbum de estúdio, a banda tocou uma nova faixa do próximo álbum na turnê This Word Is Ours, depois de ser revelado que foi intitulada "Live Fast, Die Beautiful".
Robert Ortiz anunciou em uma entrevista que a banda está em processo de mudança de gravadora e, explicando que a Interscope tinha muito controle criativo sobre a banda e a banda estava descontente com ela. Mais tarde, anunciou que  tinham assinado com Eleven Seven Music. O primeiro single, a faixa-título do quarto álbum de estúdio, Ungrateful, foi lançado em 12 de Fevereiro, a música foi disponibilizada de graça durante as primeiras 24 horas após a divulgação no site da Alternative Press, como um agradecimento aos fãs. Eles também gravaram um videoclipe para música "Ungrateful", o vídeo foi lançado em 7 de Março e fala sobre o bullying e da violência, o vídeo termina com a mensagem, "A violência é um ciclo vicioso que tem levado muitas vidas...". Isso é seguido com as fotos de seis adolescentes reais que morreram como resultado da violência e da intimidação, sendo um deles o caso de Amanda Todd. O vídeo termina com a declaração, "acabar com o ciclo agora".
Para promover ainda mais o álbum, a banda participou de vários festivais de música em 2013, incluindo o Rock on the Range e  Rocklahoma. A banda também gravou uma um apresentação ao vivo no Teatro Roxy em West Hollywood.
Em 18 de Março, o próximo single, "You're Insane", foi disponibilizado para quem encomendou o álbum, e dia 1 de Abril de 2013 foi lançado o vídeo da música.

### Saída dos irmãos Money eHate Me(2015–2016)
Alegando conflito entre os membros do Escape The Fate em relação a recusa de turnê, o guitarrista solo Bryan "Monte" Money deixou a banda. Em nota o Escape The Fate divulgou que o baixista Thomas "TJ" Bell será o novo guitarrista, e com isso, Max Green voltou ao Escape The Fate e retomou seu lugar de baixista. Junto com Bryan, seu irmão Michael Money também deixou o Escape The fate. Kevin Thrasher foi convidado para a banda, ele que já havia trabalhado com Craig no projeto The Dead Rabbitts assumiu o posto de guitarrista.
Hate Me é o quinto álbum de estúdio da banda. O álbum foi produzido por Howard Benson. O álbum apresentou a nova formação com Kevin Thrasher na guitarra e TJ Bell como guitarrista ritmo. É o primeiro álbum sem os irmãos Michael Money e Monte Money. O álbum foi lançado em 30 de outubro de 2015 através Eleven Seven Music.

## Turnês

### The Dead Masquerade (2011)
A banda realizou pela primeira vez, uma turnê, para a promoção do Escape the Fate, com as bandas Alesana, Motionless in White, Get Scared e Drive A, do outro lado dos Estados Unidos e Canadá
que se iniciou em Janeiro e terminou em Março.
A segunda etapa da turnê, The Dead Masquerade Down Under, foi adicionada no final da turnê, foi anunciada uma pequena turnê na Austrália, com Pierce the Veil como apoio.

### Raid the Nation (2011)
Após a conclusão da turnê, The Dead Masquerade, foi anunciado uma série de festivais, incluindo Rocklahoma, Rock on the Range, Lazerfest, Download Festival, A banda também anunciou através do Twitter e Facebook que iria co-liderar a 2ª metade da turnê "Raid the Nation" com Papa Roach e Pop Evil como convidados especiais, de Maio de 2011 para 2 semanas em toda a costa leste dos Estados Unidos.

### Uproar Festival (2011)
De 26 de Agosto a 14 de Outubro Escape The Fate abriu o palco principal do Festival Uproar com as bandas Bullet for My Valentine, Seether, Three Days Grace e Avenged Sevenfold.

### Europe (2011)
De 23 de Outubro a 30 de Outubro, Escape The Fate embarcou em uma turnê européia com Funeral for a Friend, juntamente com convidados especiais Affliction A Amity, The Bunny the Bear, e Straight Lines.

### This World Is Ours (2012)
Escape The Fate anunciou em 6 de Fevereiro de 2012 que estará embarcando em uma turnê co-estrelando a partir de Abril, com Attack Attack!, com o apoio de The Word Alive, Secrets, e Mest, passando pela América do Norte.

### South America (2012)
Escape the Fate anunciou que seria a atração principal de quatro datas na turnê sul-americana com Underoath e convidados especiais Protest the Hero finalizando a turnê, a banda vai tocar alguns shows no México, sem apoio.

### The Connection Tour (2013)
Em Março Escape the Fate anunciou que seria mais uma vez apoio para Papa Roach, em sua turnê nos Estados Unidos apoiando o seu novo álbum.

### Turnê Ungrateful (2013)
Logo após o anúncio da turnê The Connection, Escape the Fate anunciou que iria liderar as datas da turnê com o apoio das bandas The Moral Morale, Glamour Of The Kill, e As Thick As Thieves.

### Turnê House of Blues (2013)
Escape the Fate anunciou que seria uma banda de apoio para Hollywood Undead na turnê House of Blues com All Hail The Yeti e 3PillMorning.

## Estilo musical e influências
O estilo musical marcante da banda foi descrito por críticos como post-hardcore, emo,screamo, metalcore, hard rock e heavy metal, embora recentemente a banda tenha mostrado uma sonoridade com um apelo mais alternativo e comercial após a saída dos guitarristas Bryan e Michael Money, observado em seus lançamentos mais recentes.
Algumas das influências da banda são: Marilyn Manson, Guns n' Roses, Michael Jackson, Mötley Crüe, Greeley Estates, Silverstein, The Used, Thursday, Linkin Park, Journey, Buckcherry, My Chemical Romance, System of a Down, Dragonforce, Bullet For My Valentine, Avenged Sevenfold, Van Halen, Rainbow, Dio, Led Zeppelin, Iron Maiden, Judas Priest, Alice in Chains e Aerosmith.
Craig Mabbitt declarou que ele inspira-se em quase todos os tipos de gêneros. Ele disse em uma entrevista: "Hoje em dia, uma boa música é uma boa música, e sempre serão influências, seja velho ou novo".
Ortiz afirmou que há uma grande variedade nas influências da banda, desde bandas de metal como Metallica e Iron Maiden até as novas bandas com as quais eles já saíram em turnê.

## Integrantes
| Atuais - Craig Mabbitt - vocal (2008-presente) - Thomas "TJ" Bell - Guitarra base, Vocal de apoio (2012-Presente), Guitarra, vocal de apoio (2013-Presente) - Matti Hoffman - Guitarra (2021-Presente) - Robert Ortiz - bateria, percussão (2004-presente) - Erik Jensen - vocal de apoio, (2019-presente) | Ex-Integrantes - Ronnie Radke - vocal, (2004–2008) guitarra base (2006, 2007–2008) teclado (2006) - Carson Allen - teclado, sintetizador, vocal (2005–2006) - Omar Espinosa - guitarra base, vocal de apoio (2004–2007) - Bryan "Monte" Money - guitarra principal, teclado, vocal de apoio (2004-2013) - Michael Money - guitarra base (2008-2013) - Max Green - baixo, vocal de apoio (2004-2012; 2013-2014) - Kevin "Trasher" Gruft - Guitarra, (2013-2021) Integrantes de Turnê - Zakk Sandler - baixo, vocal de apoio (2013-2013) |

Linha do tempo

## Discografia
Álbuns de estúdio
- Dying Is Your Latest Fashion (2006)
- This War Is Ours (2008)
- Escape the Fate (2010)
- Ungrateful (2013)
- Hate Me (2015)
- I Am Human (2018)
- Chemical Warfare (2021)
- Out Of The Shadows (2023)

EP
- Escape the Fate EP (2005)
- There's No Sympathy for the Dead (2006)
- Situations EP (2007)
- Issues Remixes (2011)